# Надкислоти

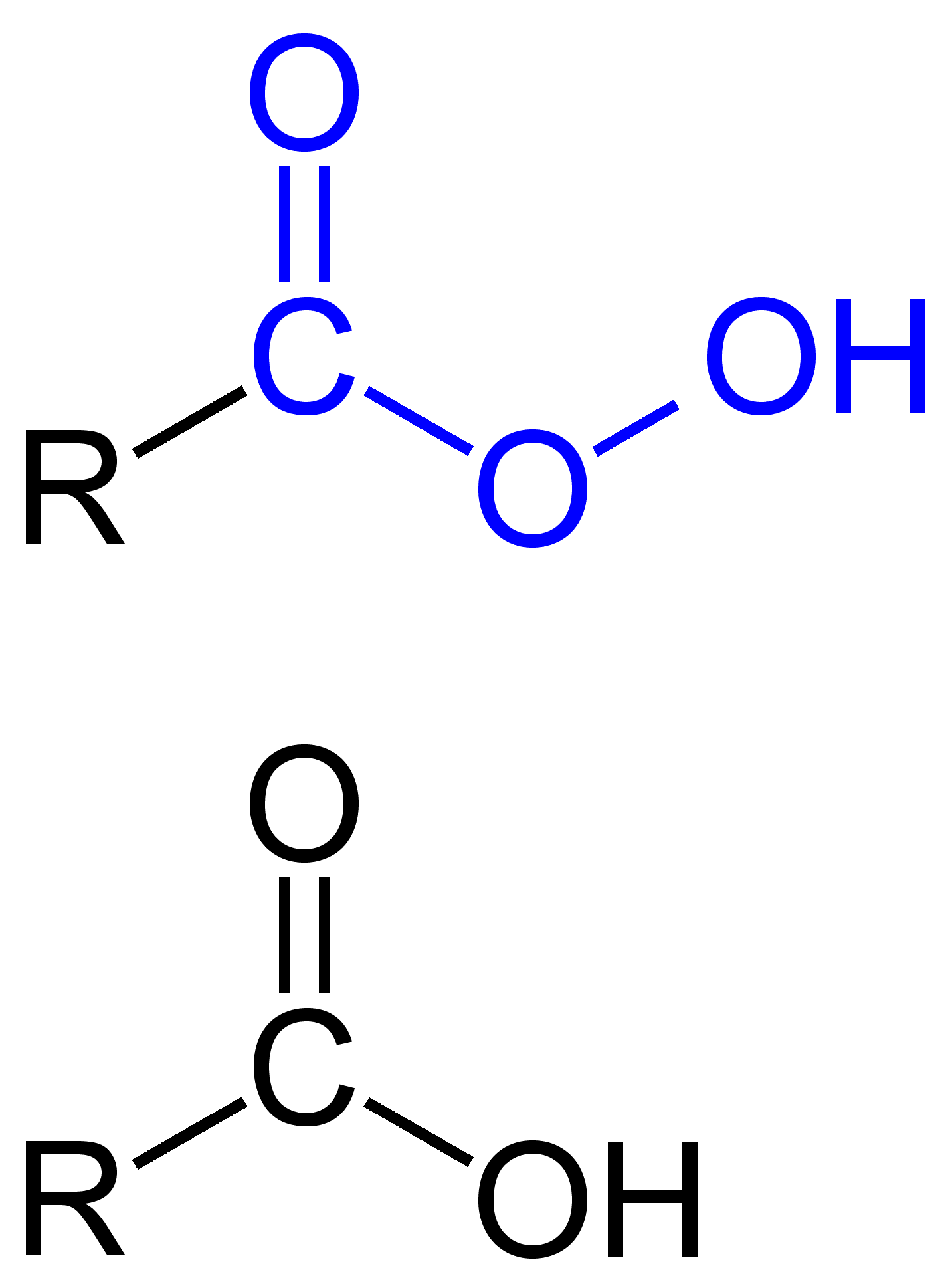
Загальна формула пероксикарбонової кислоти у порівнянні з простою карбоновою (внизу).

Надкисло́ти (перкисло́ти) — неорганічні або органічні кислоти, в яких одна або кілька гідроксильних груп заміщено на залишок перекису водню-OOH. Зазвичай утворені елементами підгрупи вуглецю, пніктогенами або халькогенами.
Альтернативна назва класу перкислоти згідно IUPAC вважається застарілою і не рекомендується до вживання.

## Отримання
Синтезують електролізом відповідних кислот, або реакцією між перекисом водню і ангідридами або галогенангідридами відповідних кислот.

## Хімічні властивості
Надкислоти у водному розчині дуже нестабільні (розкладаються з виділенням кислоти і кисню). Вони є сильними окиснювальними агентами. Деякі органічні надкислоти (наприклад надоцтової, надбензойна, м-хлорнадбензойна) використовуються для синтезу складних ефірів з кетонів (реакція Байєра-Віллігера) або синтезу похідних оксирану з алкенів (реакція Прилежаєва). Солі неорганічних надкислот (персульфат калію) вживається як ініціатор радикальної полімеризації.